# Тузакбаев, Алиби Еркинулы
Алиби Еркинулы Тузакбаев (каз. Әліби Еркінұлы Тұзақбаев; род. 8 декабря 1999, Алма-Ата) — казахстанский футболист, полузащитник клуба «Кайсар», выступающий на правах аренды за клуб «Хан-Тенгри».

## Клубная карьера
Футбольную карьеру начинал в 2017 году в составе клуба «Рузаевка» во второй лиге.
В феврале 2021 года на правах аренды перешёл в казахстанский клуб «Академия Онтустик». 1 мая 2021 года в матче против клуба «Яссы» дебютировал в кубке Казахстана (1:0).
В марте 2022 года подписал контракт с клубом «Мактаарал». 5 марта 2022 года в матче против клуба «Ордабасы» дебютировал в казахстанской Премьер-лиге (1:1), выйдя на замену на 79-й минуте вместо Рината Джуматова.

## Карьера в сборной
9 января 2017 года дебютировал за сборную Казахстана до 19 лет в матче против сборной Словакии до 18 лет (0:0), выйдя на замену на 84-й минуте вместо Дарына Суюнова.

## Клубная статистика
| Игровая карьера | Игровая карьера   | Игровая карьера | Лига | Лига | Кубок | Кубок | Межд. | Межд. | Др. | Др. |
| --------------- | ----------------- | --------------- | ---- | ---- | ----- | ----- | ----- | ----- | --- | --- |
| 2017            | Рузаевка          | В               | 6    | 0    | —     | —     | —     | —     | —   | —   |
| 2018            | Кайрат-М          | В               | 37   | 2    | —     | —     | —     | —     | —   | —   |
| 2019            | Кайрат-Жастар     | Б               | 21   | 1    | —     | —     | —     | —     | —   | —   |
| 2020            | Кайрат            | А               | —    | —    | —     | —     | —     | —     | —   | —   |
| 2020            | Кайрат-Жастар     | Б               | 3    | 0    | —     | —     | —     | —     | —   | —   |
| 2021            | Академия Онтустик | Б               | 16   | 3    | 2     | 0     | —     | —     | —   | —   |
| 2022            | Мактаарал         | А               | 3    | 0    | —     | —     | —     | —     | —   | —   |